# لانيلي (دائرة انتخابية في المملكة المتحدة)
لانيلي (بالإنجليزية: Llanelli)‏ هي إحدى الدوائر الانتخابية في المملكة المتحدة الممثلة في مجلس العموم في برلمان المملكة المتحدة.
عضو البرلمان الذي يمثلها حالياً هو :Nia Griffith (Lab).